# Vida a Tità

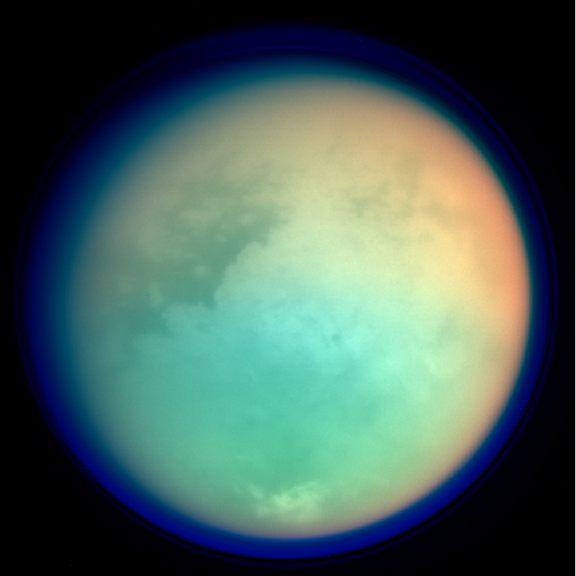
Vista multi-espectral de Tità

L'existència de vida a Tità, satèl·lit de Saturn, present o futura es troba actualment sota investigació científica.
Tità és molt més fred que la Terra, i sembla que a la superfície del satèl·lit hi manca aigua líquida; factors que fan que alguns científics considerin improbable la vida. No obstant això, al satèl·lit s'hi donen una sèrie de condicions favorables a la possibilitat que Tità pugui mantenir algun tipus de vida:
- L'existència de llacs d'età i metà líquid a la seva superfície, així com l'existència de rius i mars ha fet que alguns models cientítics suggerissin la possibilitat que pogués existir vida al satèl·lit que no estigués basada en l'aigua.[1][2][3]
- També s'ha suggerit que la vida podria existir en oceans subterranis d'aigua i amoníac.[4] Dades recents de la sonda Cassini han presentat proves que a Tità podria tenir capes d'aigua líquida sota la capa de gel.[5]
- Tità és l'únic satèl·lit natural conegut del Sistema Solar que té una atmosfera completament desenvolupada. L'atmosfera de Tità és espessa, químicament activa, i rica en composts orgànics; la qual cosa ha permès especular sobre la possibilibat d'haver-se generat precursors químics de la vida al satèl·lit.[1][2][3]
- L'atmosfera també conté hidrogen gas, el qual forma un cicle a l'atmosfera i a la superfície, que éssers vius semblants als terrestres metanogens es podrien combinar amb algun tipus de component orgànics (comn l'acetilè) per obtenir energia.[1][2][3]

Al juny del 2010, es detectaren anomalies en l'atmosfera prop de la superfície que podrien ser compatibles amb la presència d'organismes productors de metà; això no obstant, aquestes anomalies també podrien ser causades per processos meteorològics o químics no relacionats amb la vida. La missió Cassini–Huygens no estava equipada per captar proves de complexos orgànics o biològics.

## Temperatura superficial
A causa de la seva distància al sol, Tità és molt més fred que la Terra. La seva temperatura superficial és d'uns 94 K (−179 °C). A aquestes temperatures, l'aigua gelada ni es fon, ni s'evapora ni sublima, sinó que es manté sòlida.
Com a conseqüència del fred extrem i de la manca de diòxid de carboni (CO₂) a l'atmosfera, els científics han considerat Tità com a experiment per examinar teories sobre les condicions que hi havia abans de l'aparició de la vida a la Terra No obstant no s'exclou la vida en un ambient de metà i età líquid, encara que el descobriment de l'existència d'aquest tipus de vida (encara que fos en forma primitiva) implicaria un canvi en la prevalència de la vida a l'univers.

### Teories antigues sobre la temperatura
Als anys setanta, els astrònoms trobaren inesperadament alts nivells d'emissions d'infraroig a Tità. Una possible explicació fou que la superfície seria més calenta del que es pensava, a causa de l'efecte hivernacle. Algunes estimacions de la temperatura superficial s'aproximaven a les temperatures de les regions més fredes de la Terra. Hi havia, això no obstant, una altra possible explicació per a les emissions infraroges: La superfície de Tità era molt freda, però la seva atmosfera superior s'escalfava a causa de l'absorció de llum ultraviolada de molècules com l'età, etilè i l'acetilè.
El setembre del 1979, la sonda Pioneer 11, la primera sonda que sobrevolà Saturn i els seus satèl·lits, envià dades que mostraven que la superfície de Tità era extremadament freda, i molt per sota de les temperatures generalment associades a l'habitabilitat planetària.

### Temperatura futura
Tità podria esdevenir més càlid en un futur. D'aquí a sis mil milions d'anys, quan el sol esdevingui un gegant vermell, les temperatures superficials podrien ascendir fins als 200K (-70 °C), prou altes com per a sostenir oceans estables d'aigua i amoníac. Mentre la radiació ultraviolada solar disminueix, la boira de l'alta atmosfera s'empobriria, reduint-se l'efecte antihivernacle a la superfície i permetent que l'efecte hivernacle de l'atmosfera de metà jugués un rol més important. Totes aquestes condicions juntes podrien crear un ambient favorable per a formes de vida exòtiques, ja que aquest ambient perduraria durant alguns centenars de milions d'anys. Això fou el temps necessari que calgué a formes de vida simples evolucionar a la Terra, encara que la presència d'amoníac a Tità causaria que les mateixes reaccions químiques es produïssin de manera més lenta.

## Absència d'aigua líquida
Com a inconvenient per a l'existència de vida, s'ha argumentat l'aparent manca d'aigua líquida a la superfície de Tità, ja que es considera quel'aigua és important no tan sols com a dissolvent en el tipus de vida que coneixem fins ara sinó que també perquè les seves propietats químiques són "especialment adequades per a promoure l'autoorganització de la matèria orgànica". Per això s'ha questionat si les perspectives de trobar vida en la superfície de Tità són suficients com per a justificar la despesa d'una missió.

## Formació de molècules complexes
Encara que la sonda Cassini–Huygens no fou equipada per proveir de proves sobre biosignatures o complexos orgànics, mostrà un ambient en alguns aspectes similar als teoritzats per a una Terra primigènia. Els científics pensen que l'atmosfera de la Terra primigènia era similar en composició a l'actual atmosfera de Tità, amb l'excepció important de la manca de vapor d'aigua a Tità. S'han desenvolupat moltes hipòtesis que proven de trocar el pas de l'evolució química a l'evolució biològica.
L'experiment de Miller i Urey i d'altres posteriors han mostrat que amb una atmosfera similar a la de Tità més la radiació UV, es poden generar molècules i polímers complexos. La reacció comença amb la dissociació del nitrogen i el metà, formant àcid cianhídric i acetilè. S'han estudiat profusment reaccions posteriors.
A l'octubre de 2010, Sarah Horst de la Universitat d'Arizona trobà cinc bases nucleïques – construint blocs d'ADN i ARN – entre els molts compostos produïts quan s'aplicà energia a una combinació de gasos com els de l'atmosfera de Tità. Horst també trobà aminoàcids, els blocs construtors de les proteïnes. Aquesta fou la primera vegada que es trobaren nuleobases i aminoàcids en un experiment d'aquestes característiques sense la presència d'aigua líquida.
El 3 d'abril de 2013, la NASA ha anunciat que podrien sorgir composts orgànics complexos a Tità basant-se en estudis que simulen l'atmosfera de Tità.

## Possibles hàbitats subsuperficials
Simulacions en laboratori ha conduït a pensar que existeix prou material orgànic a Tità com per a començar una evolució química anàloga a la que es pensa que va començar la vida a la Terra. Mentre l'analogia assumeix la presència d'aigua líquida durant períodes més llargs del que és observable actualment, algunes teories suggereixen que l'aigua líquida d'impactes podria preservar-se sota capes gelades aïllades. També s'ha observat que podrien existir oceans d'amoníac líquid en capes profundes sota la superfície; un model suggereix una solució d'aigua i amoníac a profunditats de fins a 200 km per sota de la capa d'aigua gelada, condicions que, "tot i extremes per la Terra, podrien permetre la supervivència de la vida". La transferència de calor entre les capes interiors i les exteriors seria crítica en la sostenibilitat de qualsevol vida oceànica subsuperficial. La detecció de via microbial a Tità dependria dels seus efectes biogènics. Per exemple que el nitrogen i metà atmosfèric es poguessin examinar per comprovar possible origen biogènic.

## Medi ambient amb età i metà líquid superficial

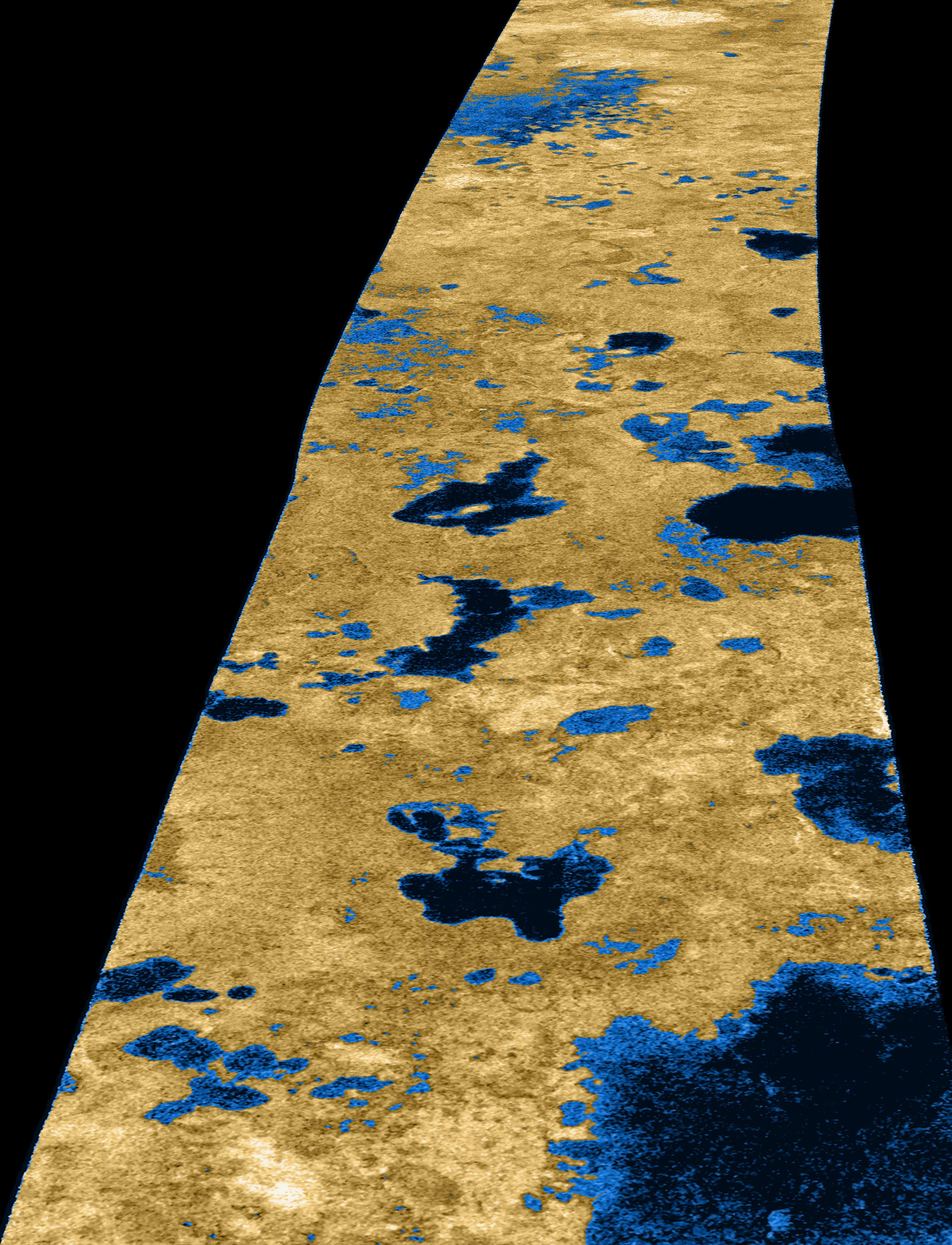
Llacs d'hidrocarburs a Tità, imatge de radar de la sonda Cassini al 2006.

S'ha suggerit que podria existir vida en l'età i metà líquid que forma els rius i llacs de la superfície de Tità, de la mateixa manera que els organismes ho fan a l'aigua a la Terra. Aquests éssers agafarien H₂ en comptes d'O₂, fent-lo reaccionar amb acetilè en comptes de glucosa, i produint metà en comptes de diòxid de carboni. De manera similar, alguns metanogens terrestres obtenen l'energia fent reaccionar l'hidrogen amb diòxid de carboni, per produir metà i aigua.

### Hidrocarburs com a solvents
Encara que tota mena de vida a la Terra (incloent-hi els metanogens) utilitzen l'aigua líquida com a solvent, és concebible que la vida a Tità podria utilitzar un hidrocarbur líquid com el metà o l'età. L'aigua és un solvent més fort que els hidrocarburs. Això no obstant, l'aigua és també més reactiva químicament, i pot trencar molècules orgàniques grans a través de la hidròlisi. Una forma de vida que utilitzés un hidrocarbur com asolvent no correria el risc que les seves biomolècules es destruïssin per aquesta via.

### Vida a la superfície
El 2005, els astrobiòlegs Christopher McKay i Heather Smith predigueren que si vida metanogènica consumís un volum suficient d'hidrogen atmosfèric, tindria un efecte mesurable en la proporció de mescla en la troposfera de Tità. Els efectes predits inclourien un nivell d'acetilè molt més baix del que s'esperaria si no fos així, a més d'una reducció en la concentració del mateix hidrogen.
Darrell Strobel de la Universitat Johns Hopkins presentà proves consitents al juny de 2010, on es mostrava una sobreabundància d'hidrogen molecular in les capes altes de l'atmosfera, la qual circular cap avall a una proporció d'aproximadament 1025 molècules per secgon. Prop de la superfície l'hidrogen aparentment desapareix. Una altra publicació mostrava uns nivells molt baixos d'acetilè a la superfície de Tità.
S'ha suggerit que l'existència de vida podria explicar les troballes relatives a l'hidrogen i l'acetilè; això no obstant, hi ha d'altres explicacions més probables per aquests resultats, com principalment, la possibilitat d'un error humà, un procés meteorològic o la presència d'algun mineral catalitzador. Aquest catalitzador, efectiu a -178 °C, es desconeix actualment, i seria en si mateix un descobriment sorprenent, tant sorprenent com el descobriment d'una forma de vida extraterrestre.
Al juny del 2010 els descobriments aixecaren un notable interès en els mitjans de comunicació, arribant a l'extrem que alguns diaris parlaren de pistes de l'existència de primitius aliens.

## Habitalitat comparada
Per tal d'avaluar la probabilitat de trobar algun tipus de vida a diferents planetes o satèl·lits, Dirk Schulze-Makuch i altres científics desenvoluparen l'índex d'habitabilitat planetària el qual té en compte factors que inclouen les característiques de la superfície i de l'atmosfera, la disponibilitat d'energia, els solvents i els components orgànics. Usant aquest índex, i basant-se en les darreres dades de 2011, els científics trobaren que Tità posseeix la proporció d'habitabilitat més alta coneguda actualment, a part de la Terra.

## Tità com a camp de proves
Tità és un camp de proves en relació entre la reactivitat química i la vida, un comitè de científics del Consell nacional de recerca dels Estats Units preparà un informe el 2007 sobre els condicions límit de la vida. Aquest comitè considerà que si la vida és una propietat intrínseca de la reactivitat química, la vida hauria d'existir a Tità. De fet, perquè la vida no existís a Tità, s'hauria de discutir que la vida no és una propietat intrínseca de la reactivitat de les molècules que contenen carboni sota condicions on siguin estables...